# Seľany
Seľany es un municipio del distrito de Veľký Krtíš en la región de Banská Bystrica, Eslovaquia, con una población estimada a final del año 2024 de 140 habitantes.
Se encuentra ubicado al suroeste de la región, en la cuenca hidrográfica del río Ipoly —un afluente izquierdo del Danubio— y cerca de la frontera con la región de Nitra y con Hungría.

## Demografía
| Año        | 1994 | 2004    | 2014     | 2024     |
| ---------- | ---- | ------- | -------- | -------- |
| Población  | 253  | 235     | 197      | 140      |
| Diferencia |      | −7,11 % | −16,17 % | −28,93 % |

| Año        | 2023 | 2024    |
| ---------- | ---- | ------- |
| Población  | 146  | 140     |
| Diferencia |      | −4,10 % |